# Gral·lina australiana
La gral·lina australiana (Grallina cyanoleuca) és un ocell de la família dels monàrquids (Monarchidae).

## Hàbitat i distribució
Habita els boscos clars, zones humides, pastures i encara ciutats de les terres baixes d'Austràlia i zones de Nova Guinea, entre el riu Digul i el Fly.